# Vénus de Capoue
La Vénus de Capoue est une statue romaine en marbre du IIe siècle apr. J.-C., conservée au musée archéologique national de Naples. Elle représente Vénus écrivant sur un bouclier, adaptation romaine du type grec classique de l'Aphrodite de Corinthe.

## Description
La statue a été trouvée au cours du XVIIIe siècle dans les ruines de l'amphithéâtre romain de la ville de Capoue (Campanie), sans ses bras. Elle représente la déesse Vénus, le haut du corps nu et les jambes drapées. Elle se tient debout en appui sur la jambe droite, la gauche un peu fléchie sur le côté avec le pied posé sur un casque à visière. Le torse est presque de face, la tête ornée d'un diadème est de profil, inclinée vers sa gauche. La plinthe de forme allongée, avec les extrémités arrondies et la tranche moulurée, est antique.
La statue est taillée en un seul bloc de marbre de Carrare, plinthe comprise ; les bras cassés ont été refaits en marbre, le bras gauche en l'air, le bras droit abaissé, pour évoquer la pose d'une fileuse. La partie supérieure droite de la plinthe a été retaillée pour placer à côté de Vénus la statue d'un petit Amour, qui a été retirée par la suite.

## Comparaisons

### L'Aphrodite de Corinthe
James Milligen, en 1826, étudie la statue et la compare déjà avec des représentations sur des monnaies romaines de la ville de Corinthe. On y voit une déesse qui, les deux bras tendus sur le côté, tient un bouclier ; sur certaines monnaies elle est placée dans un temple sur une montagne. Il s'agit du temple d'Aphrodite bâti sur l'acropole de Corinthe (Acrocorinthe), dans lequel on sait par Pausanias qu'il y avait une statue d'Aphrodite « armée ». D'après Adolf Furtwängler, cette Aphrodite de Corinthe était l'oeuvre d'un sculpteur du IVe siècle av. J.-C., peut-être Scopas. Le thème est celui d'Aphrodite se regardant dans le bouclier en bronze d'Arès, connu par un passage du poème d'Apollodôros de Rhodes, les Argonautiques. « ... ensuite était représentée la déesse cythéréenne [Aphrodite] aux tresses épaisses, tenant le bouclier facile à manier d'Arès.... ; en face d'elle, de manière très exacte, son image apparaissait visible dans le bouclier d'airain ». Pour l'archéologue allemand, la Vénus de Capoue est une copie exacte de l'Aphrodite de Corinthe.

### La Vénus de Milo
La Vénus de Capoue et la Vénus de Milo sont souvent comparées car elles présentent de nombreux points communs : le torse dénudé, la position des jambes, et la draperie très particulière de l'étoffe qui recouvre les jambes d'abord à l'avant puis à l'arrière, avec le pan final retombant entre les jambes. Elles se réfèrent toutes les deux au même original grec classique, l'Aphrodite de Corinthe.
On relève des différences dans la coiffure, dans la draperie (le bourrelet découvre le pubis, des plis tombent du genou gauche) et dans le volume du corps dans l'espace (très aplati dans la Vénus de Capoue). Elles relèvent de différences de style et de pratique entre la sculpture hellénistique d'une part, et la sculpture romaine d'autre part.
Mais la différence que l'on remarque dans la position de la tête est importante car elle modifie le sens de la représentation. La tête est droite sur la statue de Milo, elle est inclinée sur celle de Capoue. Cela signifie que la première regarde effectivement son visage dans le bouclier, alors que la seconde regarde sa main en train d'écrire sur le bouclier. La Vénus de Capoue est une des variantes créées par les sculpteurs romains à partir de l'Aphrodite de Corinthe, modèle qu'ils utilisent également pour des représentations de Victoire écrivant sur le bouclier, comme on peut le constater sur les monnaies d'époque flavienne et antonine.